# 蒙晓灵
蒙晓灵（1960年4月—），女，汉族，海南定安人，中华人民共和国政治人物，中国民主建国会会员、中央常委，现任海南省政协副主席。